# Calculix
CalculiX és una aplicació d'anàlisi d'elements finits gratuïta i de codi obert que utilitza un format d'entrada similar al programari Abaqus. Té un solucionador implícit i explícit (CCX) escrit per Guido Dhondt i un pre i postprocessador (CGX) escrit per Klaus Wittig. El programari original va ser escrit per al sistema operatiu Linux. L'empresa Convergent Mechanical ha portat l'aplicació al sistema operatiu Windows.
El component preprocessador de CalculiX pot generar dades de graella per als programes de dinàmica de fluids computacional ISAAC i OpenFOAM. També genera dades d'entrada per als programes comercials FEM Nastran, Ansys i Abaqus. El preprocessador també pot generar dades de malla a partir de fitxers STL.
Pycalulix és una llibreria de Python per automatitzar la creació de models CalculiX en el llenguatge de programació. La biblioteca proporciona accés a Python per crear, carregar, combinar, resoldre i consultar resultats de CalculiX per a models 2D. Pycalculix va ser escrit per Justin Black. Hi ha exemples i tutorials disponibles al lloc de pycalulix.
El programari FreeCAD ha desenvolupat un banc de treball FEM que automatitza la creació de models Calculix.